# Loïc Lapoussin
Loïc Lapoussin (Rosny-sous-Bois, 27 marzo 1996) è un calciatore malgascio, centrocampista del Sint-Truiden e della nazionale malgascia.

## Carriera

### Club
Ha giocato nella seconda divisione francese e nella prima divisione belga.

### Nazionale
Il 12 novembre 2019 ha debuttato con la nazionale malgascia giocando l'incontro di qualificazione per la Coppa d'Africa 2021 perso 2-1 contro la Costa d'Avorio.

## Statistiche

### Presenze e reti nei club
Statistiche aggiornate al 10 maggio 2025.
| Stagione                    | Squadra                     | Campionato                  | Campionato | Campionato | Coppe nazionali | Coppe nazionali | Coppe nazionali | Coppe continentali | Coppe continentali | Coppe continentali | Altre coppe | Altre coppe | Altre coppe | Totale | Totale | Totale |
| Stagione                    | Squadra                     | Comp                        | Pres       | Reti       | Comp            | Pres            | Reti            | Comp               | Pres               | Reti               | Comp        | Pres        | Reti        | Pres   | Reti   |        |
| --------------------------- | --------------------------- | --------------------------- | ---------- | ---------- | --------------- | --------------- | --------------- | ------------------ | ------------------ | ------------------ | ----------- | ----------- | ----------- | ------ | ------ | ------ |
| 2017-2018                   | Red Star                    | N1                          | 21         | 1          | CF+CdL          | 1+2             | 0               | -                  | -                  | -                  | -           | -           | -           | 24     | 1      |        |
| 2018-2019                   | Red Star                    | L2                          | 23         | 1          | CF+CdL          | 2+0             | 1               | -                  | -                  | -                  | -           | -           | -           | 25     | 2      |        |
| Totale Red Star             | Totale Red Star             | Totale Red Star             | 44         | 2          |                 | 5               | 1               |                    | -                  | -                  |             | -           | -           | 49     | 3      |        |
| 2019-2020                   | Virton                      | 1B                          | 26         | 5          | CB              | 1               | 0               | -                  | -                  | -                  | -           | -           | -           | 27     | 5      |        |
| 2020-2021                   | Union Saint-Gilloise        | 1B                          | 21         | 2          | CB              | 3               | 1               | -                  | -                  | -                  | -           | -           | -           | 24     | 3      |        |
| 2021-2022                   | Union Saint-Gilloise        | D1                          | 38         | 2          | CB              | 0               | 0               | -                  | -                  | -                  | -           | -           | -           | 38     | 2      |        |
| 2022-2023                   | Union Saint-Gilloise        | D1                          | 38         | 3          | CB              | 4               | 0               | UCL+UEL            | 2+10               | 0+1                | -           | -           | -           | 54     | 4      |        |
| 2023-2024                   | Union Saint-Gilloise        | D1                          | 31         | 5          | CB              | 5               | 1               | UEL+UECL           | 8+4                | 0                  | -           | -           | -           | 48     | 6      |        |
| 2024-feb. 2025              | Union Saint-Gilloise        | D1                          | 6          | 1          | CB              | 3               | 0               | UCL+UEL            | 0                  | 0                  | SB          | -           | -           | 9      | 1      |        |
| Totale Union Saint-Gilloise | Totale Union Saint-Gilloise | Totale Union Saint-Gilloise | 134        | 13         |                 | 15              | 2               |                    | 20                 | 1                  |             | -           | -           | 173    | 16     |        |
| feb.-giu. 2025              | Sint-Truiden                | D1                          | 12         | 3          | CB              | -               | -               | -                  | -                  | -                  | -           | -           | -           | 12     | 3      |        |
| Totale carriera             | Totale carriera             | Totale carriera             | 216        | 23         |                 | 21              | 3               |                    | 24                 | 1                  |             | -           | -           | 261    | 21     |        |

### Cronologia presenze e reti in nazionale
| Cronologia completa delle presenze e delle reti in nazionale ― Madagascar | Cronologia completa delle presenze e delle reti in nazionale ― Madagascar | Cronologia completa delle presenze e delle reti in nazionale ― Madagascar | Cronologia completa delle presenze e delle reti in nazionale ― Madagascar | Cronologia completa delle presenze e delle reti in nazionale ― Madagascar | Cronologia completa delle presenze e delle reti in nazionale ― Madagascar | Cronologia completa delle presenze e delle reti in nazionale ― Madagascar | Cronologia completa delle presenze e delle reti in nazionale ― Madagascar |
| Data                                                                      | Città                                                                     | In casa                                                                   | Risultato                                                                 | Ospiti                                                                    | Competizione                                                              | Reti                                                                      | Note                                                                      |
| ------------------------------------------------------------------------- | ------------------------------------------------------------------------- | ------------------------------------------------------------------------- | ------------------------------------------------------------------------- | ------------------------------------------------------------------------- | ------------------------------------------------------------------------- | ------------------------------------------------------------------------- | ------------------------------------------------------------------------- |
| 12-11-2020                                                                | Abidjan                                                                   | Costa d'Avorio                                                            | 2 – 1                                                                     | Madagascar                                                                | Qual. Coppa d'Africa 2021                                                 | -                                                                         | 30’                                                                       |
| 17-11-2020                                                                | Toamasina                                                                 | Madagascar                                                                | 1 – 1                                                                     | Costa d'Avorio                                                            | Qual. Coppa d'Africa 2021                                                 | -                                                                         | 12’                                                                       |
| 30-3-2021                                                                 | Toamasina                                                                 | Madagascar                                                                | 0 – 0                                                                     | Niger                                                                     | Qual. Coppa d'Africa 2021                                                 | -                                                                         | 46’ 62’                                                                   |
| 2-9-2021                                                                  | Antananarivo                                                              | Madagascar                                                                | 0 – 1                                                                     | Benin                                                                     | Qual. Mondiali 2022                                                       | -                                                                         |                                                                           |
| 7-9-2021                                                                  | Dar es Salaam                                                             | Tanzania                                                                  | 3 – 2                                                                     | Madagascar                                                                | Qual. Mondiali 2022                                                       | -                                                                         | 64’                                                                       |
| 7-10-2021                                                                 | Rabat                                                                     | RD del Congo                                                              | 2 – 0                                                                     | Madagascar                                                                | Qual. Mondiali 2022                                                       | -                                                                         |                                                                           |
| 10-10-2021                                                                | Antananarivo                                                              | Madagascar                                                                | 1 – 0                                                                     | RD del Congo                                                              | Qual. Mondiali 2022                                                       | -                                                                         |                                                                           |
| 11-11-2021                                                                | Cotonou                                                                   | Benin                                                                     | 2 – 0                                                                     | Madagascar                                                                | Qual. Mondiali 2022                                                       | -                                                                         |                                                                           |
| 14-11-2021                                                                | Antananarivo                                                              | Madagascar                                                                | 1 – 1                                                                     | Tanzania                                                                  | Qual. Mondiali 2022                                                       | -                                                                         |                                                                           |
| 1-6-2022                                                                  | Cape Coast                                                                | Ghana                                                                     | 3 – 0                                                                     | Madagascar                                                                | Qual. Coppa d'Africa 2023                                                 | -                                                                         | 84’                                                                       |
| 5-6-2022                                                                  | Antananarivo                                                              | Madagascar                                                                | 1 – 1                                                                     | Angola                                                                    | Qual. Coppa d'Africa 2023                                                 | -                                                                         | 90’                                                                       |
| 23-3-2023                                                                 | Antananarivo                                                              | Madagascar                                                                | 0 – 3                                                                     | Rep. Centrafricana                                                        | Qual. Coppa d'Africa 2023                                                 | -                                                                         |                                                                           |
| 7-9-2023                                                                  | Lubango                                                                   | Angola                                                                    | 0 – 0                                                                     | Madagascar                                                                | Qual. Coppa d'Africa 2023                                                 | -                                                                         | 80’                                                                       |
| 14-10-2023                                                                | Mohammedia                                                                | Madagascar                                                                | 1 – 2                                                                     | Mauritania                                                                | Amichevole                                                                | -                                                                         | 73’                                                                       |
| 17-11-2023                                                                | Kumasi                                                                    | Ghana                                                                     | 1 – 0                                                                     | Madagascar                                                                | Qual. Mondiali 2026                                                       | -                                                                         | 57’                                                                       |
| 20-11-2023                                                                | Oujda                                                                     | Ciad                                                                      | 0 – 3                                                                     | Madagascar                                                                | Qual. Mondiali 2026                                                       | 1                                                                         | 90+5’                                                                     |
| 7-6-2024                                                                  | Johannesburg                                                              | Madagascar                                                                | 2 – 1                                                                     | Comore                                                                    | Qual. Mondiali 2026                                                       | -                                                                         |                                                                           |
| 11-6-2024                                                                 | Johannesburg                                                              | Madagascar                                                                | 0 – 0                                                                     | Mali                                                                      | Qual. Mondiali 2026                                                       | -                                                                         | 69’                                                                       |
| 5-9-2024                                                                  | Radès                                                                     | Tunisia                                                                   | 1 – 0                                                                     | Madagascar                                                                | Qual. Coppa d'Africa 2025                                                 | -                                                                         | 88’                                                                       |
| 9-9-2024                                                                  | Radès                                                                     | Madagascar                                                                | 1 – 1                                                                     | Comore                                                                    | Qual. Coppa d'Africa 2025                                                 | -                                                                         | 63’                                                                       |
| 14-10-2024                                                                | El Jadida                                                                 | Gambia                                                                    | 1 – 0                                                                     | Madagascar                                                                | Qual. Coppa d'Africa 2025                                                 | -                                                                         | 61’                                                                       |
| 19-3-2025                                                                 | Casablanca                                                                | Rep. Centrafricana                                                        | 1 – 4                                                                     | Madagascar                                                                | Qual. Mondiali 2026                                                       | -                                                                         | 66’                                                                       |
| 24-3-2025                                                                 | Al Hoceima                                                                | Madagascar                                                                | 0 – 3                                                                     | Ghana                                                                     | Qual. Mondiali 2026                                                       | -                                                                         | 69’                                                                       |
| Totale                                                                    |                                                                           | Presenze                                                                  | 23                                                                        |                                                                           | Reti                                                                      | 1                                                                         |                                                                           |

## Palmarès

### Club

#### Competizioni nazionali
- Championnat National: 1

Red Star: 2017-2018
- Division 1B: 1

Union Saint-Gilloise: 2020-2021
- Coppa del Belgio: 1

Union Saint-Gilloise: 2023-2024
- Supercoppa del Belgio: 1

Union Saint-Gilloise: 2024
- Campionato belga: 1

Union Saint-Gilloise: 2024-2025